# Святилище Пандиона
Святилище Пандиона — разрушенная постройка, располагавшаяся в юго-восточном углу Афинского акрополя. Её фундамент был найден во время раскопок при строительстве старого музея Акрополя (1865—1874). 
Прямоугольное сооружение без крыши, размером 40×17 м, датируемое концом V века до н. э., делилось стеной на две почти равные части. Сооружение было обращено к северо-западу, вход в него был с западной стороны через портик.
Название основано на предположении, что постройка является герооном Пандиона (известно, что такой героон находился где-то на Акрополе). Пандион — герой аттического племени Pandionis; обычно он интерпретируется как один из двух легендарных афинских царей — Пандион, сын Эрихтония, или Пандион, сын Кекропса.